# Dampierre-en-Crot
Dampierre-en-Crot ist eine französische Gemeinde mit 203 Einwohnern (Stand: 1. Januar 2022) im Département Cher in der Region Centre-Val de Loire. Sie gehört zum Arrondissement Bourges und zum Kanton Sancerre.

## Lage
Dampierre-en-Crot liegt etwa 50 Kilometer nordnordöstlich von Bourges. Umgeben wird Dampierre-en-Crot von den Nachbargemeinden Concressault im Norden, Barlieu im Nordosten, Vailly-sur-Sauldre im Osten, Villegenon im Süden und Südosten sowie Oizon im Westen.

## Bevölkerungsentwicklung
| Jahr                       | 1962 | 1968 | 1975 | 1982 | 1990 | 1999 | 2006 | 2019 |
| Einwohner                  | 350  | 312  | 262  | 239  | 266  | 239  | 223  | 203  |
| Quellen: Cassini und INSEE |      |      |      |      |      |      |      |      |

## Sehenswürdigkeiten
- Kirche Saint-Pierre, seit 2006 Monument historique
- ehemaliges Gasthaus der Ausspanne „Haut du Bourg“

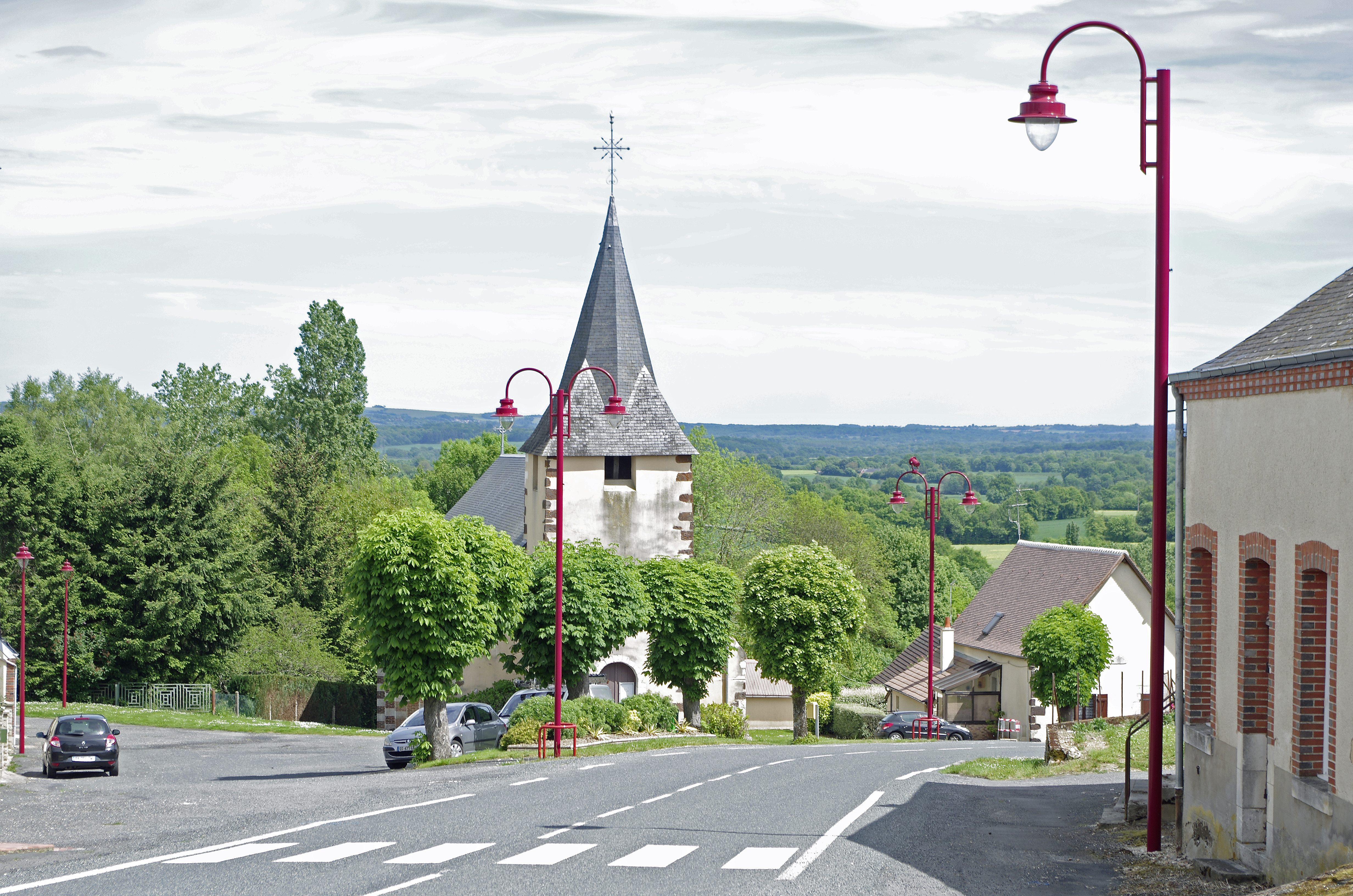
Kirche Saint-Pierre

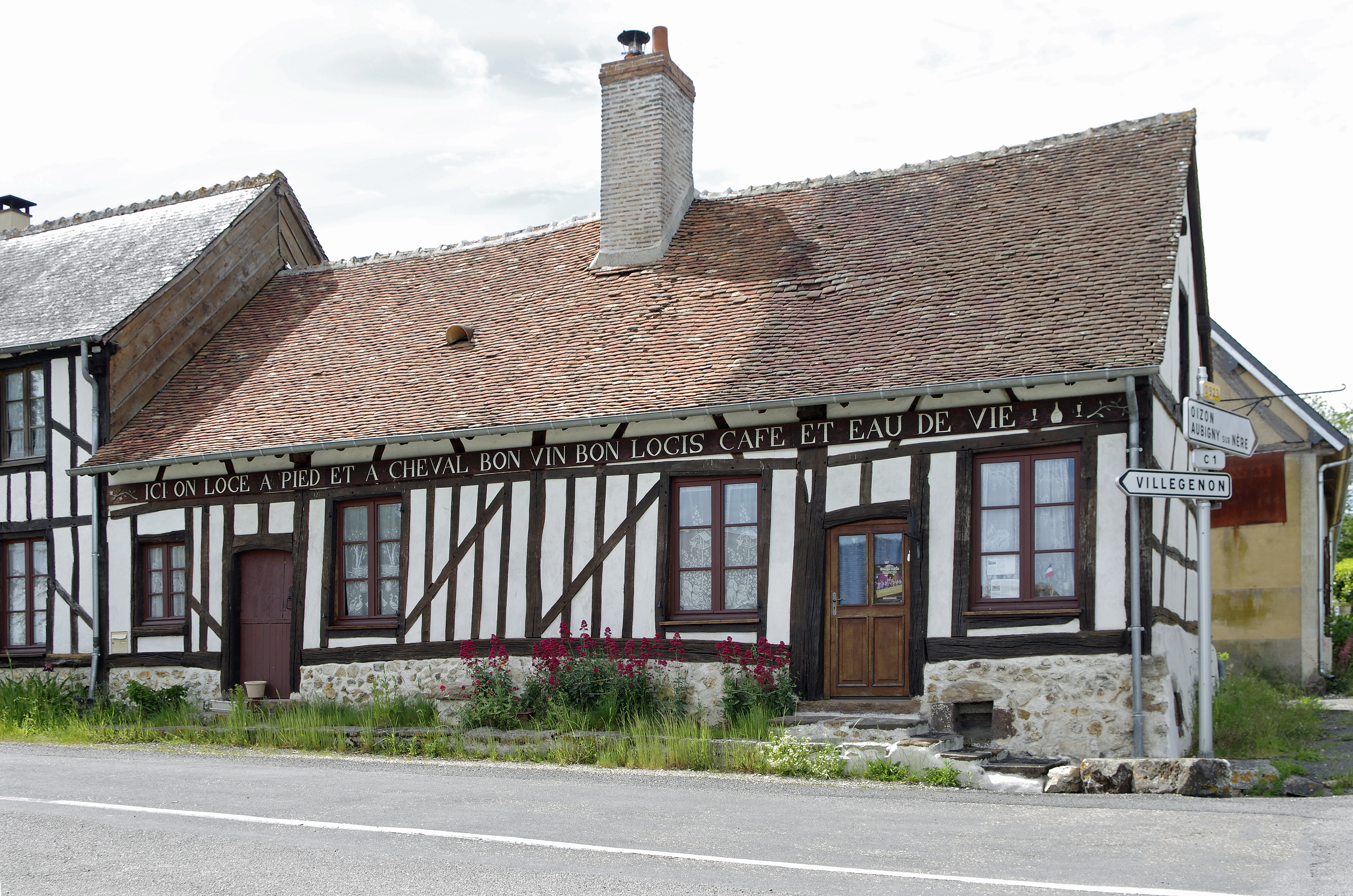
Rasthaus Haut du Bourg